# Euphorbia pilosa
Euphorbia pilosa är en törelväxtart som beskrevs av Carl von Linné. Euphorbia pilosa ingår i släktet törlar, och familjen törelväxter. Inga underarter finns listade i Catalogue of Life.